# 威達絕緣
威達絕緣控股有限公司，簡稱威達絕緣控股，以及威達絕緣（英語：Vitar Insulation Holdings Limited，港交所除牌時0195.HK），在1978年由梁秋曉創立一家名為「威達香港有限公司」，業務在中國內地經營絕緣製品業務，這產品包括製造高溫電線、硅膠電線、套管及雲母絕緣製品。
該股份在2008年11月12日，以「威達國際控股有限公司」名義於香港交易所主板上市，而在2010年4月16日，集團和YT PARKSONG AUSTRALIA進行提供錫精礦產品，到了同年12月30日，也就是聖誕期間，集團進行收購柏淞礦產資源環回有限公司，在股東特別大會通過，到了2011年5月12日，更名為萬佳錫業國際控股有限公司（利海資源國際控股有限公司）至今，最後在同年12月29日，已被母公司出售所有股份。

## 連結
- Vitar.com.hk（页面存档备份，存于）